# Capanema (Paraná)
Capanema is een gemeente in de Braziliaanse deelstaat Paraná. De gemeente telt 18.681 inwoners (schatting 2009).

## Aangrenzende gemeenten
De gemeente grenst aan Capitão Leônidas Marques, Céu Azul, Matelândia, Planalto, Realeza en Serranópolis do Iguaçu.

### Landsgrens
En met als landsgrens aan de gemeente Comandante Andresito in het departement General Manuel Belgrano in de provincie Misiones met het buurland Argentinië.